# Калера-і-Чосас
Калера-і-Чосас (ісп. Calera y Chozas) — муніципалітет в Іспанії, у складі автономної спільноти Кастилія-Ла-Манча, у провінції Толедо. Населення — 4595 осіб (2010).
Муніципалітет розташований на відстані близько 120 км на південний захід від Мадрида, 80 км на захід від Толедо.
На території муніципалітету розташовані такі населені пункти: (дані про населення за 2010 рік)
- Альберче-дель-Каудільйо: 1662 особи
- Калера-і-Чосас: 2933 особи
- Монтепаломас: 0 осіб

## Демографія
Динаміка населення (INE ):

## Галерея зображень

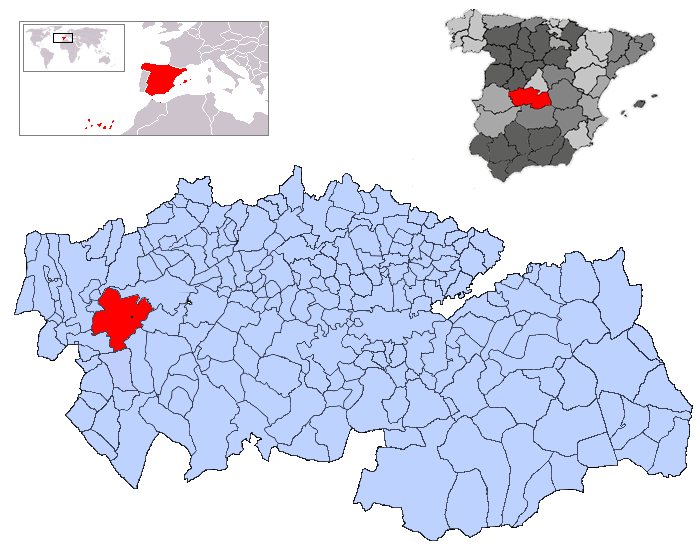
Розташування муніципалітету у провінції Толедо